# Conducta sexual inapropiada
La conducta sexual inapropiada (también conocida como mala conducta sexual o inconducta sexual) es una conducta inapropiada de naturaleza sexual que existe en un espectro que puede incluir una amplia gama de conductas sexuales consideradas no deseadas. Esto incluye conductas consideradas inapropiadas desde un punto de vista moral individual o social, acoso sexual o agresión sexual criminal.
Sin embargo, en términos generales, desde un punto de vista puramente legal, la conducta sexual inapropiada es un «término sencillo» que representa una frontera que se ha roto, dictada por un conjunto de conducta moral, particularmente cuando la situación normalmente es no sexual y por lo tanto inusual para el comportamiento sexual, o donde hay algún aspecto de poder o autoridad personal que hace que el comportamiento sexual sea inapropiado. Un tema común, y la razón del término mala conducta, es que estas violaciones ocurren durante el trabajo o en una situación de desequilibrio de poder (como el acoso sexual).
La supuesta mala conducta puede ser de diversos grados, como exposición de los genitales, agresión, insinuaciones agresivas, súplicas o incluso falta de atención a señales no verbales de malestar. La «definición de conducta sexual inapropiada está lejos de ser clara» y es un «término no especializado, a veces utilizado en políticas institucionales o por organismos profesionales», para tratar casos marcados por «desequilibrio de poder, coerción y comportamiento depredador».

## Definiciones
En el sentido jurídico, para una persona en una posición de autoridad incluye en particular cualquier actividad sexual entre ella y uno de sus subordinados. Esto comúnmente incluye a los maestros y sus estudiantes, al clero y sus feligreses, a los médicos y sus pacientes, y a los empleadores y sus empleados. Si bien dicha actividad no suele ser explícitamente ilegal, a menudo va en contra de los códigos de ética profesional. Por ejemplo, un maestro puede ser despedido y a un médico se le puede revocar su licencia médica debido a conducta sexual inapropiada. Además, la persona que ocupa el puesto subordinado podrá alegar acoso sexual. La Universidad de Iowa define la conducta sexual inapropiada como «...comportamiento no deseado de naturaleza sexual que se comete sin consentimiento o mediante fuerza, intimidación, coerción o manipulación».
Algunos consideran que entablar una relación sexual con un subordinado, incluso cuando el contacto es iniciado por este último, no es ético debido a la vulnerabilidad del subordinado ante el superior y la desigualdad de poder que caracteriza la relación. En el caso de la relación médico-paciente, tener una relación sexual con el paciente incluso después de que la relación profesional haya concluido se considera problemático para el médico debido al potencial de que el paciente continúe dependiendo y transfiriéndose hacia el médico. Por lo tanto, las relaciones sexuales con expacientes son consideradas poco éticas por la profesión médica cuando los médicos «utilizan o explotan la confianza, el conocimiento, las emociones o la influencia derivada de la relación profesional anterior» de cualquier forma. Por el contrario, la ética legal permite relaciones sexuales con clientes anteriores y, en California, también con clientes actuales, siempre que el sexo sea consensual y no se brinde a cambio de servicios legales.
Algunas actividades que no son estrictamente eróticas, por ejemplo, hacer un calvo (exponer las nalgas), streaking desnudo por un área pública y nadar desnudo, a veces también se clasifican como conducta sexual inapropiada. A pesar de estas opiniones, otros creen que las relaciones sexuales en el lugar de trabajo no son poco éticas, incluso entre jefe y empleado. Muchas empresas no prohíben la llamada confraternización, sino que reconocen la diferencia entre citas consensuales y comportamiento inadecuado.
Según Joanne Laucius del Ottawa Citizen, la «definición de conducta sexual inapropiada está lejos de ser clara» y la «palabra 'mala conducta' también carece de precisión: puede usarse como un comodín para todo tipo de comportamiento, oscureciendo a menudo lo que realmente  sucedió». Laucius afirma que los términos «violencia sexual o acoso y agresión sexual son términos mucho más específicos que transmiten la naturaleza de las acusaciones». Elaine Craig, profesora asociada en la Facultad de Derecho Schulich de la Universidad de Dalhousie, afirma que «la conducta sexual inapropiada es un término no especializado, a veces utilizado en políticas institucionales o por organismos profesionales. Cubre una variedad de comportamientos sexuales problemáticos. incluyendo acoso sexual, agresión sexual y abuso sexual. Dos de estos términos tienen significados legales específicos (y diferentes): La agresión sexual tiene un significado específico en el contexto del derecho penal, a diferencia de la conducta sexual inapropiada, que puede abarcar conductas tanto criminales como no criminales».
Elizabeth Sheehy, catedrática Shirley Greenberg para la Mujer y la Profesión Jurídica de la Universidad de Ottawa, afirma que «la mala conducta sexual es una cuestión social y no una línea fija; cambia a medida que las mujeres obtienen acceso a la igualdad económica y política». «No se encuentra en el derecho penal, en los códigos de derechos humanos ni en los convenios colectivos. Podría encontrarse en los códigos disciplinarios profesionales». Afirma que «tampoco tenemos un consenso al respecto», «...excepto que hay tres consideraciones clave. Primero, un desequilibrio de poder. Segundo, coerción, ya sea implícita o explícita. Tercero, depredadora. comportamiento». Ally Crockford, educadora pública del Centro de Crisis de Violación de Ottawa, afirma que «la mala conducta sexual es... un conjunto de conductas que no están bien, pero no está claro cómo se debe clasificar. Podría Puede haber varias cosas: alguien se siente incómodo o siente que lo están observando o mirando de cierta manera».
Michelle Cottle escribió en The Atlantic que «... los matices casi infinitos de mala conducta espeluznante que se exhiben están desafiando las categorías legales y culturales utilizadas para describirlos», ya que este problema es, en «... de alguna manera, territorio inexplorado», lo que hace que sea «... difícil saber cómo se trazarán las nuevas líneas, y mucho menos dónde». Cottle afirma que «los millennials y los jóvenes de la generación X parecen tener una definición más amplia de lo que constituye acoso, así como menos dudas a la hora de hablar de sus experiencias».

## Entre educadores

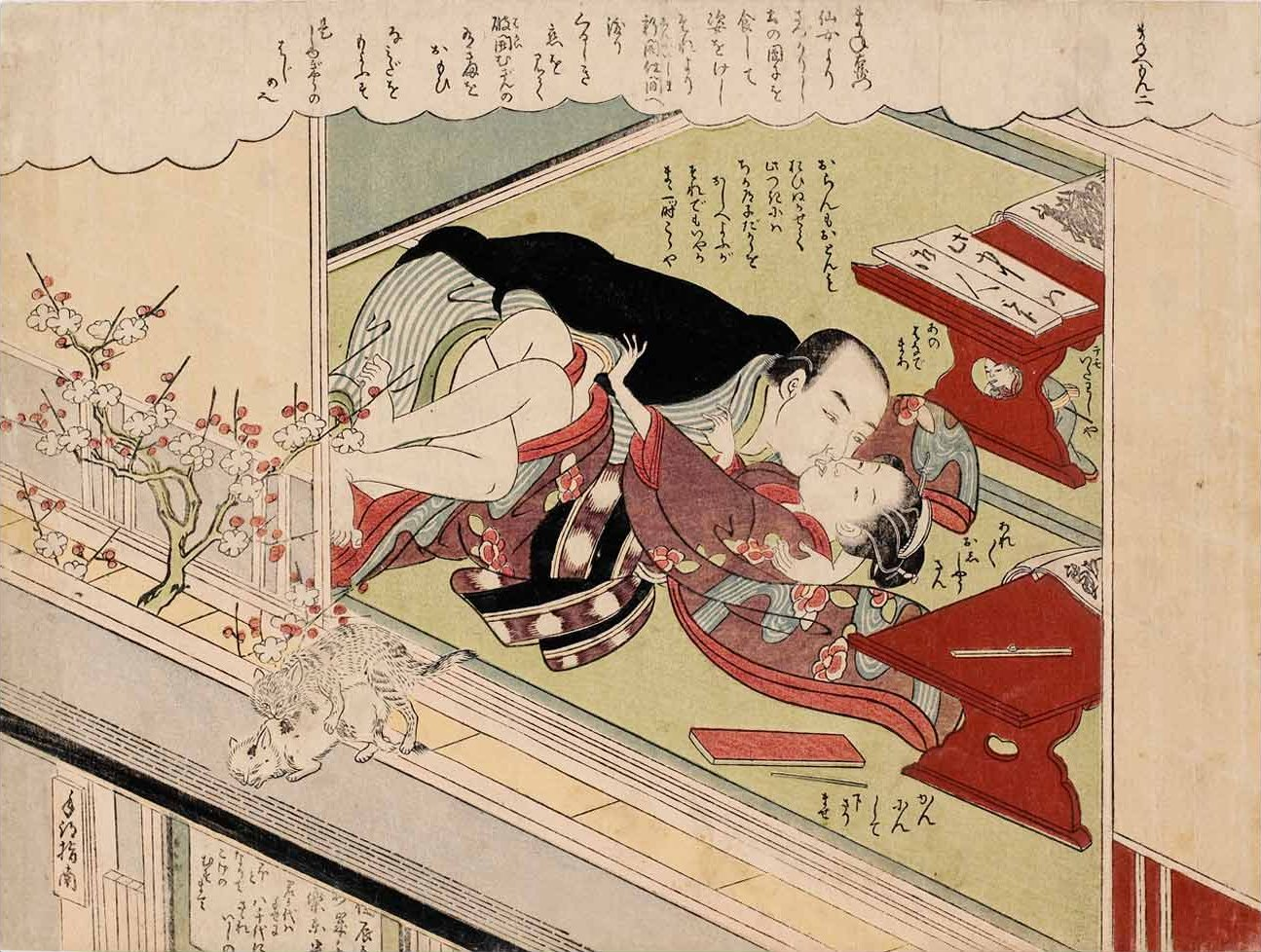
Suzuki Harunobu, «Mala conducta sexual», del libro Fashionable, Lusty Mane'emon, 1770

Una revisión de la literatura sobre la conducta sexual inapropiada de los educadores publicada por el Departamento de Educación de los Estados Unidos encontró que el 9,6% de los estudiantes de secundaria han experimentado algún tipo de conducta sexual inapropiada. Los niños negros, hispanos y nativos americanos corren mayor riesgo de sufrir abuso sexual.También corren mayor riesgo los niños con discapacidades; La razón de esto puede ser su mayor necesidad de atención individual y sus posibles problemas para comunicarse.
Los niños que han sido víctimas de conducta sexual inapropiada por parte de un educador generalmente tienen baja autoestima y es probable que desarrollen ideación suicidas y depresión. Debido a que el abusador era una persona en la que se animaba al niño a confiar, es posible que experimente una sensación de traición.